# Girisuko
Girisuko is een bestuurslaag in het regentschap Gunung Kidul van de provincie Jogjakarta, Indonesië. Girisuko telt 4835 inwoners (volkstelling 2010).